# 왕장수풍뎅이속
왕장수풍뎅이속 또는 헤라클레스장수풍뎅이속은 장수풍뎅이아과의 한 속이다. 아메리카 대륙에 분포하며, 위아래로 길게 뻗은 뿔이 특징이다. 세계 최대의 딱정벌레 중 하나로 손꼽히는 헤라클레스왕장수풍뎅이(Dynastes hercules)를 포함한 분류군이다. 미국 남부에서부터 남아메리카 대륙의 볼리비아까지 널리 분포하며, 속명(Dynastes)은 ‘지배자(ruler)’ 혹은 ‘제왕(lord)’이라는 의미다.

## 하위 종
- 헤라클레스장수풍뎅이
- 그랜트왕장수풍뎅이
- 티티오스왕장수풍뎅이
- 넵튠왕장수풍뎅이